# Copestylum purpuriferum
Copestylum purpuriferum är en tvåvingeart som först beskrevs av Jacques-Marie-Frangile Bigot 1875.  Copestylum purpuriferum ingår i släktet Copestylum och familjen blomflugor. Inga underarter finns listade i Catalogue of Life.